# 亨利·柯比
亨利·柯比（法語：Henri Colpi， 1921年7月15日—2006年1月14日）是出生于瑞士的法国人，曾以电影导演、杂志编辑、作家、音乐家、剪辑师等身份活跃。

## 生涯
柯比执导了1961年的电影《长久的别离》，该片因与路易斯·布努埃尔执导的《维莉蒂安娜》共享1961年戛纳电影节的金棕榈奖而闻名。《长久的别离》由玛格丽特·杜拉斯编剧，阿丽达·瓦利担任主要角色，并包括乔治·德勒鲁的音乐。该片还获得了1960年的Louis Delluc奖。他的第二部长片《科迪内》在1963年戛纳电影节的竞赛单元中放映，柯比获得最佳编剧奖。
柯比也是一位著名电影剪辑师，有大约20个作品，包括阿兰·雷奈的电影《广岛之恋》和《去年在马里昂巴德》。他将安德烈·安托万被遗忘的电影《燕子和山雀》（L'Hirondelle et la Mésange）编辑成79分钟的长片，于1984年首映。安托万最初拍摄了6个小时的镜头。
除了导演、剪辑、表演、录音以及战后岁月的各种职能，他还在1974年的法国电视系列节目《法国电影史》（L'Histoire du cinéma français par ceux qui l'ont fait）中亮相，并一直工作到1990年代。